# Кентуккі (річка)
37°34′10″ пн. ш. 83°42′37″ зх. д. / 37.5695309° пн. ш. 83.7101933° зх. д.
Річка Кентуккі — притока річки Огайо, довжиною 418 км
, 
в американському штаті Кентуккі. 
Річка та її притоки дренують більшу частину центрального регіону штату, її верхня течія проходить через вугільні райони Камберлендських гір, а нижня течія проходить через регіон Блюграсс на півночі центральної частини штату. 
Її сточище охоплює близько 18 000 км². 
Вона забезпечує питною водою близько однієї шостої населення Кентуккі.
Судноплавство по річці не можливо вище шлюзу № 4 у Франкфорті. 
За верхніми шлюзами 5-14 були залиті бетонні перегородки для зміцнення найслабшої ланки в конструкціях гребель. 
Всі 14 дамб зараз знаходяться під орудою Управління річкових шляхів штату Кентуккі. 
Першочергове значення шлюзів сьогодні полягає в підтримці рівня води, який дозволяє місту Лексінгтон отримувати питну воду з річки. 
Хоча в районі Лексінгтона щорічно випадає понад 145 мм опадів, вапнякова карстова геологія цього району призводить до того, що природних поверхневих вод в регіоні напрочуд мало.
Вінчестер, Біттівілль, Ірвайн, Річмонд, Ланкастер, Ніколасвілл, Харродсбург, Вілмор, Версаль, Лоуренсберг і Франкфорт також беруть воду з річки для своїх муніципальних систем водопостачання. 
За оцінками, понад 700 000 людей залежать від річкової води.

## Опис

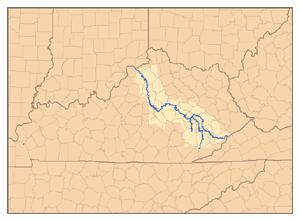
Вододіл річки Кентуккі, що показує притоки Північої вилки, Середньої вилки та Південної вилки.

Основне русло річки Кентуккі формується у Східному Кентуккі в Біттівіллі, округ Лі, при злитті Норт-Форк та Саут-Форк на висоті близько 200 м. 
Міддл-Форк впадає в Норт-Форк приблизно за 8 км вище Біттівілля. 
Річка тече в основному на північний захід, сильно звиваючись через гори, через Національний ліс Деніел Бун, повз Ірвайн і Бунсборо, тече на південний захід і тече на південь від Лексінгтона, потім на північ через Франкфорт. 
Впадає в Огайо в Керролтоні.
Приблизно за 24 км на південний схід від Бунсборо, до Кентуккі впадає Ред-Рівер. 
Приблизно за 32 км на захід від Бунсборо, до нього впадає Сілвер-Крік. 
Біля Гай-Бріджа до нього впадає річка Дікс. 
У Франкфурті до нього впадає Бенсон-Крік; це місце злиття було стиком трьох початкових округів Кентуккі. 
У Монтереї, приблизно за 16 км на північ від Франкфурта, до нього впадає Елкгорн-Крік, який дренує більшу частину регіону Внутрішній Блуграсс.
Між Клейс-Феррі в окрузі Медісон і Франкфортом річка тече через Кентуккі-Рівер-Палісейдс, серію вражаючих крутих ущелин приблизно 160 км завдовжки.

## Форки

### Норт-Форк

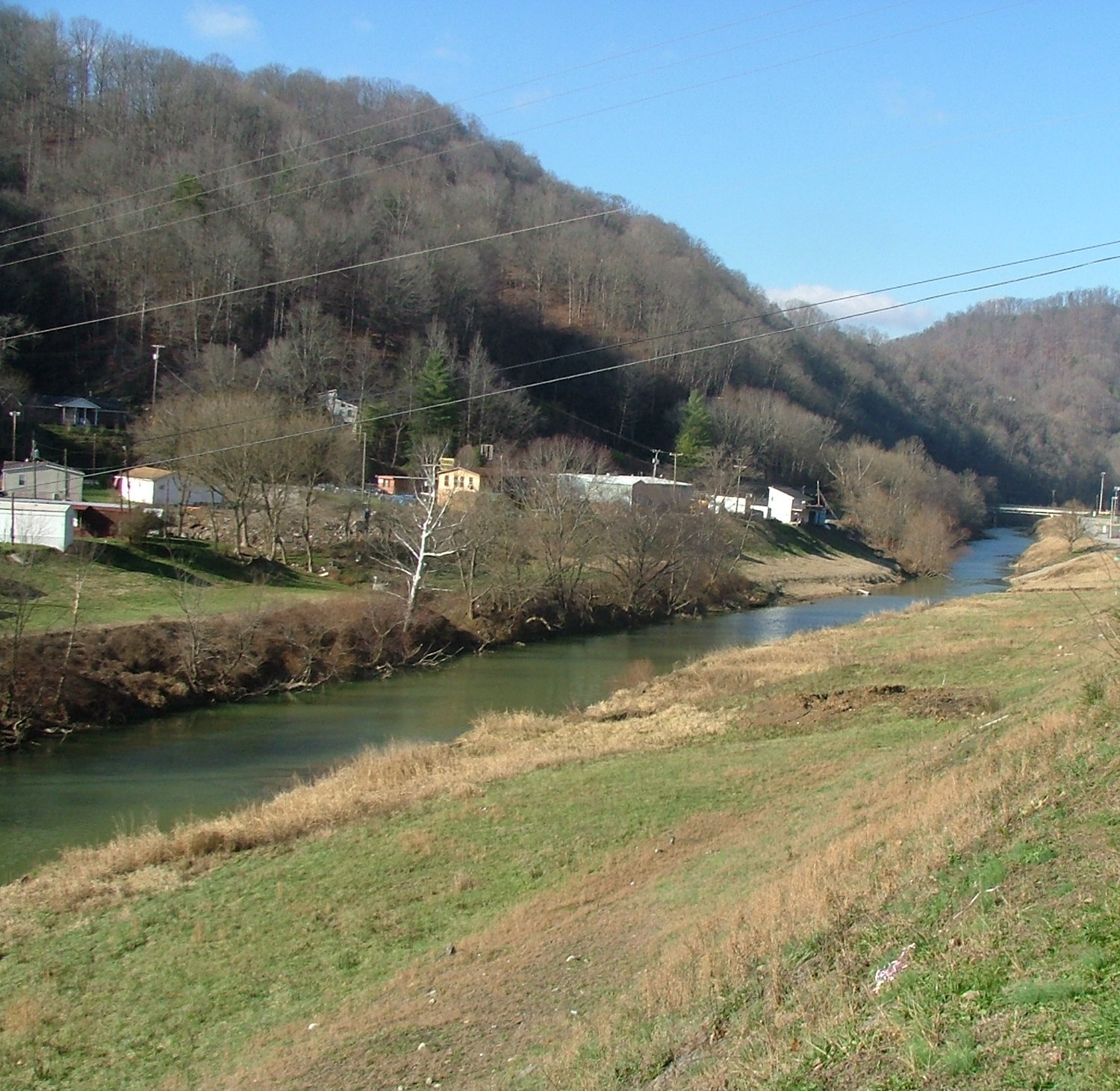
Норт-Форк біля Комбса.

Довжина Норт-Форк становить приблизно 270 км. 
Вона бере початок на північно-західній стороні Паїн-Маунтін, в Аппалачах на крайньому південному сході Кентуккі, у східній частині округу Летчер біля межі штату Вірджинія в Пеїн-Геп, неподалік від перетину шосе US 23 і US 119. 
Вона тече загалом на північний захід, звивистим руслом через гірське плато Камберленд, повз Вайтсбург, Газард і Джексон. Він приймає Рокхаус-Крік в Блеккі біля свого витоку. 
Приблизно за 13 км на південний схід від Газард вона приймає Карр-Форк. 
У Гаддікс, на південний схід від Джексона, в неї впадає Трублесом-Крік. 
За 4,5 км вгору за течією від місця злиття з Саут-Форк вона приймає Міддл-Форк. 
Вона приєднується до Саут-Форк, утворюючи Кентуккі в Біттівіллі. 
В Ейрдейлі середня витрата води в річці становить приблизно 863 кубічних футів на секунду, згідно з даними, зібраними в період 1930—1942 років.

### Міддл-Форк
Міддл-Форк є притокою річки Норт-Форк Кентуккі, приблизно 169 км
 
на південному сході Кентуккі. 
Він починається в горах Аппалачі в крайньому південному окрузі Леслі, приблизно на 26 км від лінії штату Вірджинія і тече на північ через плато Камберленд повз Гайден. 
У Бакгорні він затоплений, щоб утворити водосховище озера Бакгорн. 
На північ від водосховища він тече в основному на північний захід і зливається з Норт-Форком в окрузі Лі, приблизно за 8 км на схід від місця злиття Саут- та Норт-Форк у Біттвілі. 
У Таллегі річка має середню річну витрату 792 кубічних футів на секунду.

### Саут-Форк
Саут-Форк має довжину 72 км. 
Він має виток в окрузі Клей, біля міста Онейда в Національному лісі Деніеля Буна, приблизно за 16 км на північний схід від Манчестера, при злитті річок Гус-Крік і Ред-Берд-Рівер. 
Нижче за течією впадає Буллскін-Крік. Південна вилка тече загалом на північ у сильно звивистій течії через гірський регіон Камберлендського плато. У Біттівіллі вона з'єднується з Норт-Форк, утворюючи річку Кентуккі. У Бунвіллі річка має середньорічну витрату води 1052 кубічних футів на секунду.

## Повені
Розливи річки Кентуккі реєструються з початку 1800-х років. Швейцарський іммігрант і сторож, Френк Вурц, записав повені з 1867 року і поспілкувався з місцевими фермерами, щоб дізнатися про попередні. 
Вони розповідали йому про великі повені в 1817, 1832, 1847 і 1854 роках. 
Вюрц задокументував повені 1867, 1880 і 1883 років, які, як він стверджує, були на п'ять футів вищими, ніж приплив повені 1847 року. 
Води повені 1883 року змили його пост. Williams, Ellis (2000).
1 січня 1919 року вода піднялася на 10 футів за десять годин у Франкфорті, завдавши шкоди багатьом меншим містам уздовж річки. 
У листопаді того ж року у Франкфорті вода піднялася на 3 фути за годину. 
В 1920 році повінь призвела до того, що каналізація у Франкфорті знову запрацювала. 
Була також велика повінь на початку 1924 року та наприкінці грудня 1926 року
Повені вразили Кентуккі та південь у 1927 році, завдавши великої шкоди в басейні річки Кентуккі, у таких громадах, як Неон, Вайтсбург і Хазард . 
Сотні людей були вигнані з домівок.

### Політика повеней у 1930-х роках
Протягом 1930-х років цей регіон, який і без того страждав від економічної депресії, пережив кілька повеней, в тому числі особливо сильну в 1936 році. Під час розливу річки Огайо того року вона повернула назад у нижній Кентуккі. 
Її гребінь досягнув 13,0 м заввишки і затопив половину Франкфурта, повністю ізолювавши Старий Капітолій штату. Загалом було затоплено 31 000 км² долини Огайо.

Сильна повінь 1937 року, посилена холодною погодою, призвела до громадянських заворушень. 
У виправній колонії штату Кентуккі у Франкфурті вода піднялась у стінах на 1,8 м. 
У зв'язку з тим, що ув'язнені, які перебували внизу, піднялися на поверх вище, спалахнула расова напруженість. 24 в'язні намагалися втекти, але після попереджувального пострілу залишився лише один чоловік. У в'язниці не залишилося ні чистої води, ні їжі, тому влада перевела 2900 в'язнів до «інституту слабоумних» на пагорбі поруч із в'язницею. Було залучено теслярів для будівництва невеликих тимчасових житлових приміщень. Через заворушення у в'язниці для нагляду за імпровізованою в'язницею була залучена Національна гвардія. Ув'язнені, які вважалися занадто небезпечними для цього місця, були відправлені до Лоренсбурга і Лексінгтона. Губернатор Хеппі Чандлер успішно домігся будівництва нової виправної установи в ЛаГранж.
Поки громадськість ще справлялася з наслідками повені, комунальні підприємства Кентуккі відкрили водоскиди греблі Дікс, що додало більшої висоти паводковій воді. Коли він був вимкнений, 3 фути (0,91 м) було додано додаткову кількість води. В окрузі Мерсер пором, який сполучався з берегом Вудфорда, змило, і його так і не замінили. Повінь у 1939 році піднялася в Хазарді трохи вище, ніж повінь у 1937 році
Мешканці вододілу річки Кентуккі вимагали від федерального уряду докладати більше зусиль для боротьби з повенями. Kentucky Hydro-Electric почав штовхати ще в 1925 році 162 фути (49 м) гребля 1 миля (1,6 км) над Бунвілем на Саут-Форк. З різних причин багато людей протестували проти цього. Дамба створить водосховище, яке підтримає Саут-Форк на понад 28 миль (45 км) .
У 1939 році президент Франклін Рузвельт підписав Закон про боротьбу з повенями 1938 року, який дозволив будівництво або дослідження багатьох дамб і водосховищ Інженерним корпусом армії США. Лише два невеликих озера, Карр-Форк і Бакхорн, утворилися на вододілі річки Кентуккі. Найбільш суперечливий проект, дамба Ред-Рівер, яка мала б затопити більшу частину мальовничої ущелини річки, був остаточно залишений у 1975 році. На той час більше людей розуміли масштабні наслідки такого будівництва греблі для навколишнього середовища та середовища існування та були менш готові їх підтримувати.

## Відпочинок
Річка забезпечує відмінну риболовлю. Найбільший золотий окунь, коли-небудь виловлений в штаті Кентуккі (2 фунти 64 унції (0,925 кг)), був спійманий в річці Кентуккі.

## Зовнішні посилання
- Адміністрація річки Кентуккі
- NWS: спостереження за вододілом річки Кентуккі
- Музей річки Кентуккі в Бунсборо
- Якість води річки Кентуккі
- Кентуккі Рівер Палісейдс
- Карти повеней на ділянці річки Кентуккі протяжністю 6,5 миль у Франкфурті, штат Кентуккі Геологічна служба США
- U.S. Geological Survey Geographic Names Information System: Kentucky River